# Blommersia galani
Blommersia galani is een kikker uit de familie gouden kikkers (Mantellidae). De soort werd voor het eerst wetenschappelijk beschreven door Miguel Vences, Jörn Köhler, Maciej Pabijan en Frank Glaw in 2010. De soort behoort tot het geslacht Blommersia. De soortaanduiding galani is een eerbetoon aan Pedro Galán Regalado.

## Leefgebied
De kikker is endemisch in Madagaskar. De soort komt voor in het noordoosten van het eiland en leeft ook op Île Sainte-Marie.

## Beschrijving
21 mannelijke exemplaren hadden een lengte van 19 tot 24,2 millimeter en twee vrouwelijke exemplaren hadden een lengte van 20,8 tot 24,3 millimeter.